# Good Morning, Vietnam
Chào buổi sáng, Việt Nam (tiếng Anh: Good Morning, Vietnam) là một phim hài năm 1987 có nội dung nói về Chiến tranh Việt Nam. Nhân vật chính của phim do diễn viên Robin Williams thể hiện.
Diễn viên chính Robin Williams đã được đề cử Giải Oscar cho nam diễn viên chính xuất sắc nhất cho vai này.

## Nội dung
Bộ phim kể về anh chàng Hạ sĩ Không quân Adrian Cronauer (do William đóng) đến Sài Gòn Việt Nam năm 1965 trong cuộc Chiến tranh Việt Nam để làm phát thanh viên cho đài phát thanh của Quân đội Hoa Kỳ ở Việt Nam. Cronauer được miêu tả là một anh chàng có khiếu hài hước và tốt bụng.
Ngay đầu bộ phim, sự xuất hiện của anh đã không được chào đón bởi của Thượng sĩ nhất Dickerson (diễn viên J. T. Walsh) và Thiếu úy Steven Hauk (diễn viên Bruno Kirby), nhưng ngược lại anh lại nhận được sự ủng hộ của tướng Taylor (diễn viên Noble Willingham). Nhiệm vụ của Cronauer là điểm tin đã được kiểm duyệt và đọc "dự báo thời tiết" cho quân đội, và anh luôn pha trò trong đó và rất được các khán giả yêu thích. Anh luôn bắt đầu buổi phát thanh của mình bằng câu Good Morning, Vietnam! với giọng được kéo dài ra. Nhưng cấp trên Steven Hauk lại không cho đó là hài hước mà gọi đó là gàn dở.
Trong 1 lần đi dạo phố cùng bạn, Cronauer đã gặp Trinh và cố làm quen nhưng không được. Không chịu từ bỏ anh cùng bạn đã đi theo trên 2 chiếc xe đạp và đến lớp học tiếng Anh do quân đội Mỹ mở ra. Cronauer đã nói dối và hối lộ thầy giáo tiếng Anh của lớp này để được dạy và làm quen Trinh. Sau buổi học anh đi theo Trinh nhưng bị Tuấn (Tuan) - em trai Trinh ngăn lại. Cronauer đã kết bạn với Tuấn và dẫn cậu ta vào quán chỉ dành quân đội Mỹ. Tại đây đã xảy ra cuộc ẩu đã khi Cronauer và bạn bè của mình cố cho Tuấn ở lại quán này.
Vào một buổi chiều đang ngồi ở quán để chuẩn bị cho giờ phát thanh chiều thì Tuấn đến và nói Trinh muốn gặp ông. Sau khi 2 người ra khỏi quán thì có bom nổ làm 2 người chết và 3 người bị thương. Cronauer sau đó trở về đài phát thanh và muốn đưa thông tin đó lên nhưng cấp trên không cho vì đó là "thông tin không chính thức" và không có lợi cho quân đội Hoa Kỳ. Nhưng rốt cuộc anh vẫn thông báo trên đài phát thanh nhưng sau đó Cronauer đã bị đình chỉ công tác. Sau khi Cronauer đi, Hauk được cử làm người thay thế. Trong suốt thời gian làm việc của mình, Hauk đã "cố gắng hài hước" nhưng bất thành.
Trong thời gian bị đình chỉ, Cronauer được Tuấn dẫn về quê gặp Trinh. Anh có cuộc gặp mặt với gia đình Trinh nhưng không được Trinh chấp nhận vì cô cho rằng văn hóa khác nhau và 2 người sẽ không có kết thúc tốt. Cronauer theo đuổi Trinh bất thành.
Trong thời gian Hauk dẫn chương trình tổng đài của quân đội Mỹ tại Việt Nam nhận được nhiều cuộc gọi từ binh lính đòi phục chức cho Cronauer. Tướng Taylor đã đồng ý nhưng Cronauer không chịu quay lại. Trên đường về anh gặp 1 đoàn quân lính đang trên đường ra Nha Trang và họ đã thuyết phục được anh quay lại đài phát thanh.
Đài phát thanh muốn có cuộc phỏng vấn hiện trường với các binh sĩ tại hiện trường nên Cronauer cùng cộng sự được cử đi. Trong giai đoạn này quân đội Mỹ đang có các chiến dịch ở An Lộc và khuyến cáo không nên đến đó nhưng Dickerson đã cố tình lờ đi và cử họ đến, sau đó Dickerson bị phát hiện và bị Taylor chuyển về Guam. Trên đường đi Cronauer và cộng sự gặp bom của quân đội Việt Nam và bị lạc trong rừng. Tuy nhiên sau đó đã được Tuấn đến cứu. Nhưng sau đó anh được thông báo Tuấn là một Việt Cộng mà tên thật Phan Đức Thọ, người được cho là dính líu đến các vụ đánh bom ở trung tâm Sài Gòn. Anh được yêu cầu phải rời Việt Nam và quay về Mỹ. Biết tin anh đã đòi Trinh đi gặp Tuấn và thông báo cho cô Tuấn đã bị phát hiện.
Hôm sau trên đường ra sân bay, anh đã dạy các "học trò" môn bóng chày và gửi lại cho cộng sự mình một đĩa ghi âm, mà nó bắt đầu bằng Gooood-byeeee, Vietnam!.

## Sản xuất
Tuy là một bộ phim sản xuất với đề tài về Việt Nam nhưng các cảnh quay của nó lại được quay ở Băng Cốc, Thái Lan và nhân vật nữ chính duy nhất của bộ phim cũng là một người Thái Lan tên Chintara Sukapatana.

## Diễn viên
- Robin Williams vai Adrian Cronauer
- Forest Whitaker vai Edward Garlick
- Trần Thanh Tùng vai Tuấn
- Chintara Sukapatana vai Trinh
- Bruno Kirby vai Steven Hauk
- Robert Wuhl vai Marty Lee Dreiwitz
- J. T. Walsh vai Dickerson
- Noble Willingham vai tướng Taylor
- Richard Edson vai Binh nhì Abersold
- Richard Portnow vai Dan 'The Man' Levitan
- Floyd Vivino vai Eddie Kirk

## Giải thưởng
Của Viện phim Hoa Kỳ:
- 2000: AFI's 100 Years... 100 Laughs

Robin Williams được đề cử giải Oscar cho nam diễn viên chính, và nhận được Quả cầu vàng.

## Âm nhạc
| Bài hát                                          | Nghệ sĩ                          |
| ------------------------------------------------ | -------------------------------- |
| "Around the World in 80 Days"                    | Lawrence Welk                    |
| "Baby, Please Don't Go"                          | Them*                            |
| "Ballad of a Thin Man"                           | The Grass Roots                  |
| "Beach Blanket Bingo"                            | Frankie Avalon                   |
| "California Sun"                                 | The Rivieras*                    |
| "Cast Your Fate to the Wind"                     | Sounds Orchestral                |
| "Danger! Heartbreak Dead Ahead"                  | The Marvelettes*                 |
| "Don't Worry, Baby"                              | The Beach Boys                   |
| "Dream On, Little Dreamer"                       | Perry Como                       |
| "Five O'Clock World"                             | The Vogues*                      |
| "Game of Love"                                   | Wayne Fontana & The Mindbenders* |
| "There'll Be a Hot Time in the Old Town Tonight" | Lawrence Welk & Myron Floren     |
| "I Get Around"                                   | The Beach Boys*                  |
| "I Got You (I Feel Good)"                        | James Brown*                     |
| "I'll Never Smile Again"                         | Lawrence Welk                    |
| "In the Midnight Hour"                           | Wilson Pickett                   |
| "It's Alright"                                   | Adam Faith                       |
| "Kit Kat Polka"                                  | Lawrence Welk & Myron Floren     |
| "Liar, Liar"                                     | The Castaways*                   |
| "Acapulco"                                       | Herb Alpert & The Tijuana Brass  |
| "Lollipops and Roses"                            | Jack Jones                       |
| "Nowhere to Run"                                 | Martha Reeves & The Vandellas*   |
| "Smoke Gets in Your Eyes"                        | Ray Conniff                      |
| "Sugar và Spice"                                 | The Searchers*                   |
| "The Warmth of the Sun"                          | The Beach Boys*                  |
| "What a Wonderful World"                         | Louis Armstrong*                 |
| "Yeh Yeh"                                        | Georgie Fame & The Blue Flames   |
| "My Boyfriend's Back"                            | The Angels                       |
| "Puff, the Magic Dragon"                         | Peter Yarrow & Leonard Lipton    |
| "Rawhide"                                        | Dimitri Tiomkin & Ned Washington |
| "You Keep Me Hangin' On"                         | The Supremes                     |
| "Like Tweet"                                     | Joe Puma & Eddie Hall            |
| "Get a Job"                                      | The Silhouettes                  |